# Gouy-lez-Piéton
Gouy-lez-Piéton (wa. Gowi, Gowi-dlé-Pieton) – dzielnica (section) gminy Courcelles w Belgii, w Regionie Walońskim, w prowincji Hainaut, w okręgu Charleroi. 1 stycznia 2020 roku liczyła 3348 mieszkańców. Do 31 grudnia 1976 samodzielna gmina.

## Demografia
Liczba mieszkańców, stan na 1 stycznia:
| Rok                | 1930 | 1947 | 1961 | 2020 |
| ------------------ | ---- | ---- | ---- | ---- |
| Liczba mieszkańców | 3719 | 3312 | 3148 | 3348 |